# ناوشکن کلاس جیپسی
دیسترویر کلاس جیپسی (به انگلیسی: Gipsy-class destroyer) یک کلاس از کشتی است که طول آن ۲۰۹٫۷۵ فوت (۶۳٫۹۳ متر) می‌باشد.